# Ex vivo
Ex vivo (en latín: fuera de lo vivo) significa lo que tiene lugar fuera de un organismo. En ciencia, ex vivo se refiere a los experimentos o medidas realizados en o sobre tejidos biológicos de un organismo en un ambiente artificial fuera del organismo con las alteraciones mínimas de las condiciones naturales. Las condiciones ex vivo permite experimentos en células o tejidos de organismos bajo condiciones más controladas de lo que son posibles en experimentos in vivo (en el organismo intacto), a costa de alterar el medio "natural".
Una ventaja principal de usar tejidos ex vivo es la capacidad de realizar experimentos o medidas que de otro modo no serían posibles o éticas en sujetos vivos. Los tejidos pueden ser obtenidos de muchas maneras, incluyendo órganos enteros o parte de los mismos y sistemas de órganos.
Ejemplos del uso de muestras ex vivo son:
- ensayos biológicos;
- hallazgo de tratamientos estándares y alternativos para el cáncer que son efectivos contra las células cancerosas de los organismos;
- medidas de propiedades físicas, termales, eléctricas, mecánicas, ópticas y otras propiedades de los tejidos, especialmente en diversos entornos no favorables para el mantenimiento de la vida (por ejemplo, a presiones o temperaturas extremas);
- modelos realistas para el desarrollo de procedimientos quirúrgicos;
- investigaciones sobre las interacciones de diferentes tipos de energía dentro de un tejido;
- o como muestra de prueba para el desarrollo de técnicas de imagen médica.

El término ex vivo significa que las muestras para experimentar son extraídas de un organismo: en el caso de las células cancerosas se obtendrían de una muestra de sangre, para ser luego cultivadas para producir una muestra de control y el número de muestras necesarias para los experimentos. El término in vitro ("dentro del vidrio") significa que las muestras para los experimentos se obtienen de un repositorio: en el caso de las células cancerosas una cepa que produciría resultados favorables, para ser luego cultivadas para producir una muestra de control y el número de muestras necesarias para los experimentos. Estos dos términos no son sinónimos aunque el experimento en ambos casos es "dentro del vidrio". Los resultados del experimento ex vivo son únicamente aplicables al organismo que ha proporcionado las células, mientras que los resultados del experimento in vitro únicamente se aplicarían a la línea de células usada.
En biología celular, los procedimientos ex vivo a menudo suponen el uso de células o tejidos vivos tomados de un organismo y cultivados en instrumental de laboratorio, usualmente bajo condiciones estériles sin alteraciones hasta durante 24 horas para obtener suficientes células para los experimentos. Si se pasa de las 24 horas, los experimentos son considerados in vitro. Los experimentos que generalmente comienzan después de 24 horas de incubación, usando células o tejidos vivos del mismo organismo son considerados aun ex vivo. Un estudio ex vivo ampliamente realizado es el ensayo de membrana corioalantoidea (CAM) de los pollos. En este ensayo, la angiogénesis es provocada en la membrana corioalantoidea de un embrión de pollo fuera del organismo (pollo).